# Programación dinámica
En informática, la programación dinámica es un método para reducir el tiempo de ejecución de un algoritmo mediante la utilización de subproblemas superpuestos y subestructuras óptimas.
El matemático Richard Bellman inventó la programación dinámica en 1953 que se utiliza para optimizar problemas complejos que pueden ser discretizados y secuencializados.

## Introducción
Una «subestructura óptima» significa que se pueden usar soluciones óptimas de subproblemas para encontrar la solución óptima del problema en su conjunto. Por ejemplo, el camino más corto entre dos vértices de un grafo se puede encontrar calculando primero el camino más corto al objetivo desde todos los vértices adyacentes al de partida, y después usando estas soluciones para elegir el mejor camino de todos ellos. En general, se pueden resolver problemas con subestructuras óptimas siguiendo estos tres pasos:
1. Dividir el problema en subproblemas más pequeños.
2. Resolver estos problemas de manera óptima usando este proceso de tres pasos recursivamente.
3. Usar estas soluciones óptimas para construir una solución óptima al problema original.

Los subproblemas se resuelven a su vez dividiéndolos en subproblemas más pequeños hasta que se alcance el caso fácil, donde la solución al problema es trivial.
Decir que un problema tiene subproblemas superpuestos es decir que se usa un mismo subproblema para resolver diferentes problemas mayores. Por ejemplo, en la sucesión de Fibonacci (F3 = F1 + F2 y F4 = F2 + F3) calcular cada término supone calcular F2. Como para calcular F5 hacen falta tanto F3 como F4, una mala implementación para calcular F5 acabará calculando F2 dos o más veces. Esto sucede siempre que haya subproblemas superpuestos: una mala implementación puede acabar desperdiciando tiempo recalculando las soluciones óptimas a problemas que ya han sido resueltos anteriormente.
Esto se puede evitar guardando las soluciones que ya hemos calculado. Entonces, si necesitamos resolver el mismo problema más tarde, podemos obtener la solución de la lista de soluciones calculadas y reutilizarla. Este acercamiento al problema se llama memoización (no confundir con memorización; en inglés es llamado memoization, véase en). Si estamos seguros de que no volveremos a necesitar una solución en concreto, la podemos descartar para ahorrar espacio. En algunos casos, podemos calcular las soluciones a problemas que de antemano sabemos que vamos a necesitar.
En resumen, la programación hace uso de:
- Subproblemas superpuestos
- Subestructuras óptimas
- Memoización

La programación toma normalmente uno de los dos siguientes enfoques:
- Top-down: El problema se divide en subproblemas, y estos se resuelven recordando las soluciones por si fueran necesarias nuevamente. Es una combinación de memoización y recursión.
- Bottom-up: Todos los problemas que puedan ser necesarios se resuelven de antemano y después se usan para resolver las soluciones a problemas mayores. Este enfoque es ligeramente mejor en consumo de espacio y llamadas a funciones, pero a veces resulta poco intuitivo encontrar todos los subproblemas necesarios para resolver un problema dado.

Originalmente, el término de programación dinámica se refería a la resolución de ciertos problemas y operaciones fuera del ámbito de la Ingeniería Informática, al igual que hacía la programación lineal. Aquel contexto no tiene relación con la programación en absoluto; el nombre es una coincidencia. El término también lo usó en los años 40 Richard Bellman, un matemático estadounidense, para describir el proceso de resolución de problemas donde hace falta calcular la mejor solución consecutivamente.
Algunos lenguajes de programación funcionales, sobre todo Haskell, pueden usar la memoización automáticamente sobre funciones con un conjunto concreto de argumentos, para acelerar su proceso de evaluación. Esto sólo es posible en funciones que no tengan efectos secundarios, algo que ocurre en Haskell, pero no tanto en otros lenguajes.

## Origen y definición
La programación dinámica es un método cuantitativo desarrollado por Richard Bellman alrededor de la década de los años 50, con la finalidad de optimizar procesos, ya que en ese momento esa era su función como trabajador de RAND Corporation. Bellman decidió emplear la palabra dinámica a esta técnica, ya que deseaba analizar las variables de los problemas con respecto al tiempo. Siendo así Dasgupta, Papadimitriou y Vazirani (2006), entendieron a la programación dinámica como “optimización de procesos con etapa múltiples”.
La idea de Bellman sobre la teoría de programación dinámica se basa en una estructura de optimización, la cual consiste en descomponer el problema en subproblemas (más manejables). Los cálculos se realizan entonces recursivamente donde la solución óptima de un subproblema se utiliza como dato de entrada al siguiente problema. Por lo cual, se entiende que el problema es solucionado en su totalidad, una vez se haya solucionado el último subproblema. Dentro de esta teoría, Bellman desarrolla el Principio de Optimalidad, el cual es fundamental para la resolución adecuada de los cálculos recursivos. Lo cual quiere decir que las etapas futuras desarrollan una política óptima independiente de las decisiones de las etapas predecesoras.
Es por ello, que se define a la programación dinámica como una técnica matemática que ayuda a resolver decisiones secuenciales interrelacionadas, combinándolas para obtener de la solución óptima.

## Características
El problema se puede dividir por etapas, y cada una de las etapas requiere de una política de decisión.
Cada etapa tiene cierto número de estados, los estados son las distintas condiciones posibles en las que se puede encontrar el sistema en cada etapa.
El efecto de la política de decisión en cada etapa es transformar el estado actual en un estado asociado con el inicio de la siguiente etapa, entonces podemos decir que un estado es una columna de nodos, cada nodo representa un estado y cada rama una política de decisión.
El procedimiento de resolución de la programación dinámica está diseñado para encontrar una política óptima para cada etapa logrando así la política óptima general.
Dado el estado actual, una política óptima para las etapas restantes es independiente de la política adoptada en etapas anteriores, por ende, la decisión inmediata óptima solo depende del estado actual y no de cómo se llegó ahí, esto es el principio de optimalidad de la programación dinámica.
Se dispone de una relación recursiva que identifica la política óptima para la etapa n, dada la política óptima para la etapa n+1.
Cuando se hace uso de la relación recursiva, el procedimiento de solución comienza al final se mueve hacia atrás etapa por etapa hasta encontrar la política óptima en cada etapa hasta la etapa inicial.

## Tipos de Enfoque
Existen dos tipos de programación dinámica: La programación Dinámica determinística se utilizan datos que se conocen con certeza y la programación dinámica probabilística donde se usan datos que no se conocen con certeza pero que se determinan a través de distribuciones de probabilidad.
1) Programación Dinámica Determinística:  
El enfoque determinístico consiste en que el estado de la siguiente etapa se encuentra determinado por completo con respecto al estado y la decisión que posee la etapa actual. 
En la etapa n el proceso se encontrará en algún estado Sn. Al tomar la decisión xn se mueve a algún estado Sn+1 en la etapa n+1. El valor de la función objetiva para la política óptima de ese punto en adelante se calculó previamente como f*n+1(Sn+1). La política de decisión también hace una contribución a la función objetivo. Al combinar estas dos cantidades en la forma apropiada se proporciona a la función objetivo fn(Sn,xn) la contribución de la etapa n en adelante. La optimización respecto a xn proporciona entonces f*n(Sn)= fn(Sn,xn). Una vez encontrados xn y fn*(Sn) para cada valor posible de Sn, el procedimiento de solución se mueve hacia atrás una etapa.
Los problemas de programación dinámica determinística se pueden clasificar según su función objetivo (minimizar la suma de las contribuciones de cada una de las etapas individuales, maximizar esa suma, minimizar el producto de los términos, etc.) y según la naturaleza del conjunto de estados (variables discretas o variables continuas).
2) Programación Dinámica Probabilística:
En este enfoque, el valor del estado de la siguiente etapa y política de decisión queda completamente determinado mediante una distribución probabilística.
Sea S el número de estados posibles en la etapa n+1 y etiquete estos estados al lado derecho por 1,2…,S. El sistema cambia al estado i con probabilidad pi (i=1,2…,S) dados el estado Sn y la decisión xn en la etapa n. Si el sistema cambia al estado i, Ci es la contribución de la etapa n a la función objetivo.

Cuando se expande el diagrama para incluir todos los estados y las decisiones posibles en todas las etapas, se obtiene lo que con frecuencia se conoce como un árbol de decisión. Si este árbol de decisión no es muy grande, proporciona una forma útil de resumir estas posibilidades.
La programación dinámica probabilística difiere de la determinística, en que el estado de la siguiente etapa no está completamente determinado por el estado y la política de decisión de la etapa actual. En este caso, existe una distribución de probabilidad para determinar cuál será el estado en la siguiente etapa.
Debido a la estructura probabilística, la relación entre fn(Sn,xn) y fn+1*(Sn+1) dependerá de la forma global de la función objetivo.

## Principio de optimalidad
Cuando hablamos de optimizar nos referimos a buscar la mejor solución de entre muchas alternativas posibles. Dicho proceso de optimización puede ser visto como una secuencia de decisiones que nos proporcionan la solución correcta. Si, dada una subsecuencia de decisiones, siempre se conoce cuál es la decisión que debe tomarse a continuación para obtener la secuencia óptima, el problema es elemental y se resuelve trivialmente tomando una decisión detrás de otra, lo que se conoce como estrategia voraz.
En otros casos, aunque no sea posible aplicar la estrategia voraz, se cumple el principio de optimalidad de Bellman que dicta que «dada una secuencia óptima de decisiones, toda subsecuencia de ella es, a su vez, óptima». En este caso sigue siendo posible el ir tomando decisiones elementales, en la confianza de que la combinación de ellas seguirá siendo óptima, pero será entonces necesario explorar muchas secuencias de decisiones para dar con la correcta, siendo aquí donde interviene la programación dinámica.
Contemplar un problema como una secuencia de decisiones equivale a dividirlo en problemas más pequeños y por lo tanto más fáciles de resolver como hacemos en Divide y Vencerás, técnica similar a la de programación dinámica. La programación dinámica se aplica cuando la subdivisión de un problema conduce a:
- Una enorme cantidad de problemas.
- Problemas cuyas soluciones parciales se solapan.
- Grupos de problemas de muy distinta complejidad.

## Ejemplos

### Sucesión de Fibonacci
Esta sucesión puede expresarse mediante la siguiente recurrencia:
{\displaystyle Fib(n)={\begin{cases}0&{\textrm {si}}\;n=0\\1&{\textrm {si}}\;n=1\\Fib(n-1)+Fib(n-2)&{\textrm {si}}\;n>1\\\end{cases}}}
Una implementación de una función que encuentre el n-ésimo término de la sucesión de Fibonacci basada directamente en la definición matemática de la sucesión realizando llamadas recursivas hace mucho trabajo redundante, obteniéndose una complejidad exponencial:
```
   
FUNC
 fib(↓n: 
NATURAL
): 
NATURAL

   
INICIO

       
SI
 n = 0 
ENTONCES

           
DEVOLVER
 0
       
SI NO, SI
 n = 1 
ENTONCES

           
DEVOLVER
 1
       
SI NO

           
devolver
 fib(n-1) + fib(n-2)
       
FIN SI

   
FIN
```

Si llamamos, por ejemplo, a fib(5), produciremos un árbol de llamadas que contendrá funciones con los mismos parámetros varias veces:
1. fib(5)
2. fib(4) + fib(3)
3. (fib(3) + fib(2)) + (fib(2) + fib(1))
4. ((fib(2) + fib(1)) + (fib(1) + fib(0))) + ((fib(1) + fib(0)) + fib(1))
5. (((fib(1) + fib(0)) + fib(1)) + (fib(1) + fib(0))) + ((fib(1) + fib(0)) + fib(1))

En particular, fib(2) se ha calculado tres veces desde cero. En ejemplos mayores, se recalculan muchos otros valores de fib, o subproblemas.
Para evitar este inconveniente, podemos resolver el problema mediante programación dinámica, y en particular, utilizando el enfoque de memoización (guardar los valores que ya han sido calculados para utilizarlos posteriormente). Así, rellenaríamos una tabla con los resultados de los distintos subproblemas, para reutilizarlos cuando haga falta en lugar de volver a calcularlos. La tabla resultante sería una tabla unidimensional con los resultados desde 0 hasta n. 
Un programa que calculase esto, usando Bottom-up, tendría la siguiente estructura:
```
   
FUNC
 Fibonacci (↓n: 
NATURAL
): 
NATURAL

   
VARIABLES

       tabla: 
ARRAY
 [0..n] 
DE NATURALES

       i: 
NATURAL

   
INICIO

           tabla[0] := 0
           tabla[1] := 1
           
PARA
 i = 2 
HASTA
 n 
HACER

               tabla[i] := tabla[i-1] + tabla[i-2]
           
FIN PARA

           
DEVOLVER
 tabla[n]
   
FIN
```

La función resultante tiene complejidad O(n), en lugar de 2 a la n (puesto que genera un árbol binario en memoria, donde el último nivel de hojas es de la forma 2 a la n). En otras palabras, la programación dinámica, en este caso, permite disminuir la complejidad computacional del algoritmo.
Otro nivel de refinamiento que optimizaría la solución sería quedarnos tan sólo con los dos últimos valores calculados en lugar de toda la tabla, que son realmente los que nos resultan útiles para calcular la solución a los subproblemas.
El mismo problema usando Top-down tendría la siguiente estructura:
```
   
FUNC
 Fibonacci (↓n: 
NATURAL
, ↨tabla: 
ARRAY
 [0..n] 
DE NATURALES
): 
NATURAL

    
VARIABLES

       i: 
NATURAL

    
INICIO

        
SI
 n <= 1 
ENTONCES

            
devolver
 n
       
FIN SI

        
SI
 tabla[n-1] = -1 
ENTONCES

           tabla[n-1] := Fibonacci(n-1, tabla)
       
FIN SI

        
SI
 tabla[n-2] = -1 
ENTONCES

           tabla[n-2] := Fibonacci(n-2, tabla)
       
FIN SI

           tabla[n]
 
:= tabla[n-1] + tabla[n-2] 
       
devolver
 tabla[n]
   
FIN
```

Suponemos que la tabla se introduce por primera vez correctamente inicializada, con todas las posiciones con un valor inválido, como por ejemplo -1, que se distingue por no ser uno de los valores que computa la función.

### Coeficientes binomiales
El algoritmo recursivo que calcula los coeficientes binomiales resulta ser de complejidad exponencial por la repetición de los cálculos que realiza. No obstante, es posible diseñar un algoritmo con un tiempo de ejecución de orden O(nk) basado en la idea del Triángulo de Pascal, idea claramente aplicable mediante programación dinámica. Para ello es necesaria la creación de una tabla bidimensional en la que ir almacenando los valores intermedios que se utilizan posteriormente.
La idea recursiva de los coeficientes binomiales es la siguiente:
{\displaystyle {n \choose k}} = {\displaystyle {n-1 \choose k-1}} + {\displaystyle {n-1 \choose k}} si 0 < k < n
{\displaystyle {n \choose 0}} = {\displaystyle {n \choose n}} = 1
La idea para construir la tabla de manera eficiente y sin valores inútiles es la siguiente:
|     | 0   | 1   | 2   | 3   | ... | k-1        | k        |
| 0   | 1   |     |     |     |     |            |          |
| 1   | 1   | 1   |     |     |     |            |          |
| 2   | 1   | 2   | 1   |     |     |            |          |
| 3   | 1   | 3   | 3   | 1   |     |            |          |
| ... | ... | ... | ... | ... | ... |            |          |
| ... | ... | ... | ... | ... | ... | ...        |          |
| n-1 |     |     |     |     |     | C(n-1,k-1) | C(n-1,k) |
| n   |     |     |     |     |     |            | C(n,k)   |

El siguiente algoritmo memorizado de estrategia Bottom-up tiene complejidad polinómica y va rellenando la tabla de izquierda a derecha y de arriba abajo:
```
   
FUNC
 CoeficientesPolinomiales ( ↓ n, k: 
NATURAL
): 
NATURAL

   
Variables

       tabla: 
TABLA DE NATURALES

       i, j: 
NATURAL

   
Inicio

       
PARA
 i = 0 
HASTA
 n 
HACER

           tabla[i][0] := 1
       
FIN PARA

       
PARA
 i = 1 
HASTA
 n 
HACER

           tabla[i][1] := i
       
FIN PARA

       
PARA
 i = 2 
HASTA
 k 
HACER

           tabla[i][i] := 1
       
FIN PARA

       
PARA
 i = 3 
HASTA
 n 
HACER

           
PARA
 j = 2 
HASTA
 i-1 
HACER

               
SI
 j <= k 
ENTONCES

                   tabla[i][j] := tabla[i-1][j-1] + tabla[i-1][j]
               
FIN SI

           
FIN PARA

       
FIN PARA

       
devolver
 tabla[n][k]
   
Fin
```

Por supuesto, el problema de los Coeficientes Binomiales también puede resolverse mediante un enfoque Top-down.

### El viaje más barato por el río
En un río hay n embarcaderos, en cada uno de los cuales se puede alquilar un bote para ir a otro embarcadero que esté más abajo en el río. Suponemos que no se puede remontar el río. Una tabla de tarifas indica los costes de viajar entre los distintos embarcaderos. Se supone que puede ocurrir que un viaje entre i y j salga más barato haciendo escala en k embarcaderos que yendo directamente. 
El problema consistirá en determinar el coste mínimo para un par de embarcaderos.
Vamos a llamar a la tabla de tarifas, T. Así, T[i,j] será el coste de ir del embarcadero i al j. La matriz será triangular superior de orden n, donde n es el número de embarcaderos.
La idea recursiva es que el coste se calcula de la siguiente manera:
C(i, j) = T[i, k] + C(k, j)
A partir de esta idea, podemos elaborar una expresión recurrente para la solución:
```
         
 0   si i = j
C(i, j)=
           Min(T(i,k) + C(k,j), T(i,j))   si i < k <= j
```

Un algoritmo que resuelve este problema es el siguiente, donde T es la matriz de tarifas, origen y destino los embarcaderos del que se parte y al que se llega respectivamente, y C la matriz en la que almacenaremos los resultados de los costes. La función MenorDeLosCandidatos devuelve el menor coste entre dos puntos, utilizando como base la recurrencia anteriormente expuesta. 
```
   
FUNC
 Embarcaderos ( ↓ origen, destino, n: 
NATURAL
, ↓ T: 
MATRIZ DE NATURALES
): 
NATURAL

   
Variables

       C: 
MATRIZ DE NATURALES

       i, j: 
NATURAL

   
Inicio

       
PARA
 i = 1 
HASTA
 n 
HACER

           C[i][i] := 0
       
FIN PARA

       
PARA
 i = 1 
HASTA
 n 
HACER

           
PARA
 j = 1 
HASTA
 n 
HACER

               C[i][j] := menorDeLosCandidatos(i, j, n, T, C)
           
FIN PARA

       
FIN PARA

       
devolver
 C[n] [n]
   
Fin
```

```
   
FUNC
 menorDeLosCandidatos ( ↓ origen, destino, n: 
NATURAL
, ↓ T, C: 
MATRIZ DE NATURALES
): 
NATURAL

   
Variables

       temp: 
NATURAL

   
Inicio

       temp := MAX_NATURAL
       
PARA
 i = origen+1 
HASTA
 n 
HACER

           temp := min(temp, T[origen][i] + C[i][destino])
       
FIN PARA

       
devolver
 temp
   
Fin
```

## Ejercicios resueltos con programación dinámica
- Ejecución de n tareas en tiempo mínimo en un sistema de dos procesadores A y B
- Programas en disco
- Problema de los sellos con programación dinámica
- Problema de la mochila
- Problema del producto de una secuencia de matrices con programación dinámica
- Problema de las monedas con programación dinámica
- Camino de coste mínimo entre dos nodos de un grafo dirigido
- Problema de la división de peso
- Problema de las vacas con programación dinámica
- Problema del Cambio de Palabra Programación Dinámica en JAVA
- Problema de buscar la subsecuencia común más larga entre dos cadenas